# بلندترین کوه‌های صعودنشده

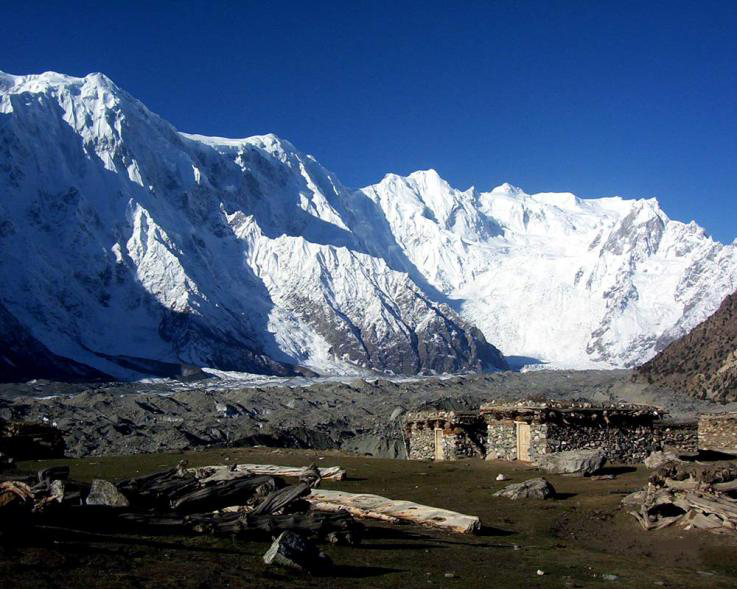
موچو چهیش در مرکز عکس، بلندترین کوهی است که با وجود نداشتن ممنوعیت، صعود نشده‌است.

کوه صعودنشده به قله‌ای گفته می‌شود که هنوز صعود کاملی بر روی آن انجام نشده‌است. تعیین اینکه بلندترین قله صعودنشده کدام است، اغلب محل بحث است. در برخی از نقاط جهان، نقشه‌برداری و نقشه‌نگاری هنوز قابل اعتماد نیست و هیچ گزارش جامعی از مسیرهای کاوشگران، کوهنوردان و ساکنان محلی وجود ندارد. در برخی موارد، حتی صعودهای مدرن توسط گروه‌های بزرگ‌تر نیز به خوبی مستند نشده‌است و بدون فهرست شناخته‌شده جهانی، بهترین چیزی که می‌توان در تعیین بلندترین قله‌های صعودنشده جهان به دست آورد، تا حدودی حدس و گمان است. بر پایه بیشتر منابع، گانگکهار پونزوم (۷٬۵۷۰ متر، ۲۴٬۸۴۰ فوت) در مرز بوتان و چین، بلندترینکوه در جهان است که هنوز به‌طور کامل صعود نشده‌است. این کوه از سال ۱۹۹۴ و زمان وضع ممنوعیت توسط دولت بوتان برای کوهنوردی بالای ۶٬۰۰۰ متر (۲۰٬۰۰۰ فوت) به دلیل اعتقادات معنوی/مذهبی، برای کوهنوردان ممنوع بوده‌است.
گاهی از کوه‌های صعودنشده به عنوان «قله‌های بکر» یاد می‌شود. وجود بسیاری از قله‌های بکر به‌دلیل دست‌نیافتنی بودن کوه ناشی از انزوای جغرافیایی یا بی‌ثباتی سیاسی است. برخی از کوه‌ها به دلیل اعتقادات مذهبی یک کشور یا منطقه‌ای که چنین کوه‌هایی را مقدس شمرده و باید مصون بمانند، غیرقابل دسترس هستند. علاوه بر این، از آنجا که تلاش برای صعود به کوه‌های بلندتر جهان معمولاً یک کار بزرگ است، قله‌های کوچک‌تر، در حالی که هنوز بسیار مهیب و عطیم هستند، به سادگی کمتر از قله‌های بلندتر مورد توجه قرار می‌گیرند. از سوی دیگر، قله‌های بلندتر توسط گروه‌هایی که مسیر جدیدی را دنبال می‌کنند و حتی در فصل زمستان که شرایط عموماً سخت‌تر است، نیز صعود می‌شود.

## چالش‌ها در تعریف

### تعریف کوه

شکل ۱. فلش‌های عمودی برجستگی توپوگرافی سه قله در یک جزیره را نشان می‌دهد. خطوط افقی بریده، پایین‌ترین خطوط ترازی را نشان می‌دهند که قله‌های بلندتر را احاطه نمی‌کنند. فلش‌های منحنی از یک قله به سمت قله مادر آن اشاره می‌کنند.

بسیاری از کوه‌ها، علاوه بر بلندترین نقطه یا قله آن‌ها، دارای قله‌های فرعی نیز هستند. به‌طور کلی برجستگی توپوگرافی یک قله اصلی یا فرعی و همچنین توپوگرافی عمومی، همه در هنگام تعیین اینکه آیا چنین قله‌هایی به عنوان قله مستقل یا فرعی هستند، در نظر گرفته می‌شوند. اگرچه معیارهایی عینی برای تشخیص قله‌های اصلی از قله‌های فرعی پیشنهاد شده‌است، ولی همچنان هیچ استاندارد مورد توافق و گسترده‌ای وجود ندارد. در سال ۱۹۹۴ فدراسیون بین‌المللی کوهنوردی ۸۲ قله در کوه‌های آلپ را مشخص و طبقه‌بندی کرد که این قله‌ها حداقل ۴۰۰۰ متر (۱۳٬۰۰۰ فوت) بالاتر از سطح دریا بوده و برجستگی توپوگرافی آن‌ها به عنوان یک قله متمایز نسبت به گردنه‌های مجاور حداقل ۳۰ متر (۹۸ فوت) است.

### تأیید وضعیت صعود
گاهی تعیین این‌که آیا یک قله کوه به‌طور کامل صعود شده یا خیر، ممکن است دشوار باشد. شواهد نشان می‌دهد که مدت‌ها پیش از آغاز کوهنوردی مدرن در اواسط قرن نوزدهم، برخی مردم واقعاً به قله‌ها یا نزدیک به قله‌های اصلی کوه رفته‌اند. کاوش‌های باستان‌شناسی در کوه‌های آند نشان داده‌است که انسان در دوران پیش از تاریخ تا ارتفاع ۶٬۷۳۹ متر (۲۲٬۱۱۰ فوت) نیز سفر کرده‌است. در حدود ۱۲٬۰۰۰ سال پیش، سکونت‌گاه‌های دائمی با ارتفاع ۴۵۰۰ متر (۱۴٬۸۰۰ فوت) در کوه‌های آند وجود داشته‌است. در منطقه هیمالیای بزرگ، شهر لهاسا در تبت، با قرار داشتن در ارتفاع ۳۶۵۰ متری (۱۱۹۸۰ فوت)، از قرن هفتم سکنه دائمی داشته‌است و بسیاری از سکونت‌گاه‌های کوچک‌تر در سراسر هیمالیای بزرگ در ارتفاعات بیش از ۴۰۰۰ متر (۱۳۰۰۰ فوت) قرار دارند. با وجود انسان‌هایی که هزاران سال در ارتفاعات زندگی می‌کنند، قله‌های نزدیک به چنین سکونت‌گاه‌هایی ممکن است در گذشته صعود شده یا نشده باشد. با این حال، بسیاری از مناطق دور از سکونت‌گاه‌ها ممکن است هرگز کاوش نشده باشند، به ویژه از آنجا که برخی از قله‌های مرتفع در رشته‌کوه‌های بزرگ قرار دارند و به‌قدری دور افتاده‌اند که تا زمانی که کاوشگران آن‌ها را مشاهده کردند، برای ساکنان محلی ناشناخته بودند.
کانگچنجونگا سومین قله بلند دنیا، چندین بار صعود شده‌است، اما در سفر اعزامی ۱۹۵۵، اولین کوهنوردان صعودکننده به قله موافقت کردند که به خواسته‌های مردم محلی احترام بگذارند و به بالاترین قسمت کوه قدم نگذارند. گروه‌های کوهنوردی پس از آن نیز ممکن است از این سنت پیروی کرده (یا نکرده) باشند. در نمونه مشابه دیگری، بر روی ناندا دیوی نیز صعود انجام شده‌است اما کسی به بلندترین نقطه قله قدم نگذاشته و اکنون صعود به قله اصلی برای کوهنوردان ممنوع است. تنها یک بار تلاش برای صعود به قله ماچوپوچار در سال ۱۹۵۷ انجام شده‌است، زمانی که کوهنوردان به فاصله ۱۵۰ متری (۴۹۰ فوت) قله رسیدند؛ سپس دولت نپال صعود این قله را ممنوع اعلام کرد.

## فهرست بلندترین کوه‌های صعودنشده
تصور می‌شود قله‌های زیر، با ارتفاع نسبی حداقل ۱۵۰ متر (۴۹۰ فوت)، تا اوت ۲۰۱۸ صعود نشده باشد.
کوه‌های با با ارتفاع نسبی بیش از ۳۰۰ متر به صورت پررنگ نشان داده شده‌اند.
| رتبه | قله                      | ارتفاع | ارتفاع | ارتفاع نسبی | ارتفاع نسبی | کوه مادر        | موقعیت      |
| رتبه | قله                      | متر    | فوت    | متر         | فوت         | کوه مادر        | موقعیت      |
| ---- | ------------------------ | ------ | ------ | ----------- | ----------- | --------------- | ----------- |
| 1    | گانگکهار پونزوم          | ۷۵۷۰\| | ۲۴۸۳۶  | ۲۹۹۵        | ۹۸۲۶        | کانگچنجونگا     | بوتان/چین   |
| 2    | موچو چهیش                | ۷۴۵۳   | ۲۴۴۵۲  | ۲۶۳         | ۸۶۳         | بتورا سر        | پاکستان     |
| 3    | کنیانگ چهیش غربی         | ۷۳۵۰   | ۲۴۱۱۴  | ۲۰۲         | ۶۶۳         | کنیانگ چهیش     | پاکستان     |
| 4    | سوما ری                  | ۷۳۰۲   | ۲۳۹۵۷  | ۲۴۶         | ۸۰۷         | اسکل بروم       | پاکستان     |
| 5    | لابوچه کانگ ۳/شرق        | ۷۲۵۰   | ۲۳۷۸۶  | ۵۷۰         | ۱۸۷۰        | Lapche Kang     | چین         |
| 6    | آپساراساس کانگری         | ۷۲۴۳   | ۲۳۷۶۳  | ۶۰۷         | ۱۹۹۱        | ترام کانگری I   | هند         |
| 7    | کارجیانگ I               | ۷۲۲۱   | ۲۳۶۹۱  | ۸۹۵         | ۲۹۳۶        | کولا کانگری     | چین         |
| 8    | تانگشانجیابو             | ۷۲۰۷   | ۲۳۶۴۵  | ۱۷۵۷        | ۵۷۶۴        | گانگکهار پونزوم | بوتان/چین   |
| 9    | Skyang Kangri West       | ۷۱۷۴   | ۲۳۵۳۷  | ۱۹۴         | ۶۳۶         | Skyang Kangri   | پاکستان     |
| 10   | Yermanendu Kangri        | ۷۱۶۳   | ۲۳۵۰۱  | ۱۶۳         | ۵۳۵         | ماشربروم        | پاکستان     |
| 11   | چامار جنوبی              | ۷۱۶۱   | ۲۳۴۹۴  | ۲۱۹         | ۷۱۹         | چامار           | نپال        |
| 12   | Namcha Barwa II          | ۷۱۴۶   | ۲۳۴۴۵  | ۱۶۶         | ۵۴۵         | Namcha Barwa    | چین         |
| 13   | Chongtar Kangri NE       | ۷۱۴۵   | ۲۳۴۴۲  | ۲۰۵         | ۶۷۳         | Chongtar Kangri | چین         |
| 14   | آساپورنا I               | ۷۱۴۰   | ۲۳۴۲۵  | ۲۶۲         | ۸۶۰         | آناپورنا I      | نپال        |
| 15   | Urdok Kangri II          | ۷۱۳۷   | ۲۳۴۱۵  | ۳۲۱         | ۱۰۵۳        | سیا کانگری      | پاکستان/چین |
| 16   | Praqpa Kangri I          | ۷۱۳۴   | ۲۳۴۰۶  | ۶۶۸         | ۲۱۹۲        | اسکل بروم       | پاکستان     |
| 17   | Mandu Kangri ?           | ۷۱۲۷   | ۲۳۳۸۳  | ۶۳۰         | ۲۰۶۷        | ماشربروم        | پاکستان     |
| 18   | آناپورنا داکشین شمال‌شرقی | ۷۱۲۶   | ۲۳۳۷۹  | ۱۵۱         | ۴۹۵         | آناپورنا جنوبی  | نپال        |
| 19   | تری کانگ                 | ۷۱۲۵   | ۲۳۳۷۶  | ۴۵۴         | ۱۴۹۰        | تانگشانجیابو    | بوتان/چین   |
| 20   | Sanglung                 | ۷۰۹۵   | ۲۳۲۷۸  | ۹۹۵         | ۳۲۶۴        | Namcha Barwa    | چین         |